# جان براون (خدمتکار)
جان براون (۲۷ مارس ۱۸۸۳-۸ دسامبر ۱۸۲۶) برای سال‌های متمادی، خدمتکار شخصی و محبوب ملکه ویکتوریا بود.
پیش از این، براون به عنوان ملازم شاهزاده آلبرت، در قلعه بالمورال کار می‌کرد. براون به خاطر لیاقت و خوش مشربی مورد تحسين افراد بسیاری از جمله ملکه قرار گرفت. بااینحال ولیعهد، سایر فرزندان ملکه، وزرا و خدمه کاخ، به خاطر رفتار خودمانی و نفوذ براون، از او منزجر بودند. ماهیت دقیق رابطه براون با ویکتوریا، مورد گمانه‌زنی فراوان معاصرانشان قرار گرفته بود.

## اوایل زندگی
براون در ۸ دسامبر سال ۱۸۲۶، در روستای کراتی در ابردین‌شیر به دنیا آمد. او خدمتکار بیرونی (در فرهنگ اسکاتلندی، ghillie) قلعه بالمورال بود؛ قلعه‌ای که ملکه ویکتوریا و شاهزاده آلبرت در فوریه ۱۸۴۸ اجاره‌ و در نوامبر ۱۸۵۱ خریداری کردند.
برخی از خواهر و برادران براون به خدمت دربار درآمدند. همچنین برادر کوچکتر او، آرچیبالد آندرسون، درنهايت پیشخدمت شخصی شاهزاده لئوپولد شد که کوچکترین پسر ویکتوریا بود.

## رابطه با ملکه ویکتوریا
براون ملازم و دوست شاهزاده آلبرت بود.  در سال ۱۸۵۱، براون به پیشنهاد آلبرت، به مقام «سرپرست دائمی» اسب ملکه ویکتوریا رسید.

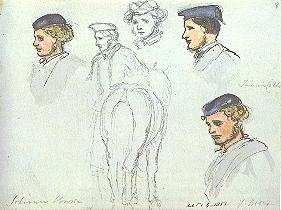
طراحی‌های ملکه ویکتوریا از جان براون جوان

مرگ غیرمنتظره شاهزاده آلبرت در سال ۱۸۶۱، برای ملکه ضربه‌ای بود که هیچوقت از آن بهبود نیافت؛ در این مدت جان براون به دوست و حامی  ملکه ویکتوریا تبدیل شد. ملکه به او هدایا بسیاری می‌داد و دو نشان تازه خدمتکار وفادار و خدمتگزاری صادقانه را به او اعطا کرد. همچنین به درخواست ملکه، پرتره‌ای از جان براون کشیده و در ۱۸۷۶، روز تولد شاهزاده آلبرت، به او اهدا شد.
فرزندان ملکه و وزرا، موافقت چندانی با توجه زیاد او به براون نداشتند. همچنین شایعاتی مبنی بر رابطه نامشروع آنها انتشار یافت.  بااینحال ملکه ویکتوریا این صحبت‌ها را مردود شمرد و آن را «شایعات بی اساس و پلید طبقه اشراف» توصیف کرد.